# Kota Fujimoto
Kota Fujimoto (født 2. april 1986) er en japansk fodboldspiller, som spiller for den japanske fodboldklub Cerezo Osaka.